# Apfelkuchengewürz
Als Apfelkuchengewürz (engl. apple pie spice) bezeichnet man eine Gewürzmischung, die in Großbritannien und den USA weit verbreitet ist. Ursprünglich nur für Apfelkuchen bestimmt, wird es heute zum Aromatisieren von Desserts, Speiseeis und Teemischungen verwendet.
Es wird als Standardmischung im Handel angeboten. Diese Kombination enthält:
- 8 Teile gemahlenen Zimt
- 2 Teile gemahlene Gewürznelken
- 1 Teil gemahlene Muskatnuss